# CIMB
CIMB (abbreviazione di Commerce International Merchant Bankers) è una banca d'investimento malaysiana con sede a Kuala Lumpur. È uno degli istituti bancari più importanti del sud-est asiatico, presente in 14 paesi dell'ASEAN.
Il gruppo opera sotto diverse entità, tra cui CIMB Investment Bank, CIMB Bank, CIMB Islamic, CIMB Niaga, CIMB Securities International e CIMB Thai. Le attività del gruppo si concentrano principalmente nei settori del Consumer Banking, del Wholesale Banking, che comprende l'Investment Banking e il Corporate Banking, della Tesoreria e dei Mercati e della Strategia di Gruppo e degli Investimenti Strategici, con i suoi mercati principali in Malaysia, Indonesia, Singapore e Thailandia. CIMB Islamic opera in parallelo con queste attività, in linea con il modello duale bancario del gruppo. 

## Storia
Fondata a Kuala Lumpur nel 1974 dal raggruppamento di varie banche regionali, nel 2014 ha dato vita a un sodalizio con RHB Capital e Malaysia Building Society, andando a fondare il gruppo Maybank. Il gruppo ha oltre 40 000 impiegati in 18 paesi e vanta partnership con Principal Financial Group, Bank of Tokyo-Mitsubishi UFJ, Standard Bank e Daewoo Securities.
È lo sponsor ufficiale della Liga Super, la massima divisione del campionato malaysiano di calcio.